# Bahnhof Frankfurt-Rödelheim
Der Bahnhof Frankfurt-Rödelheim liegt an der Homburger Bahn im Frankfurter Stadtteil Rödelheim. Die westlich des Ortskerns gelegene Bahnanlage wurde bei Streckenkilometer 6,6 auf 99,6 m ü. NHN errichtet. Im Bahnhof beginnen auch in nördlicher Richtung die Kronberger Bahn sowie in südlicher Richtung die Verbindungskurve der Bäderbahn. Die Station besitzt Umsteigemöglichkeiten zu mehreren Buslinien.

## Geschichte

### Alter Bahnhof

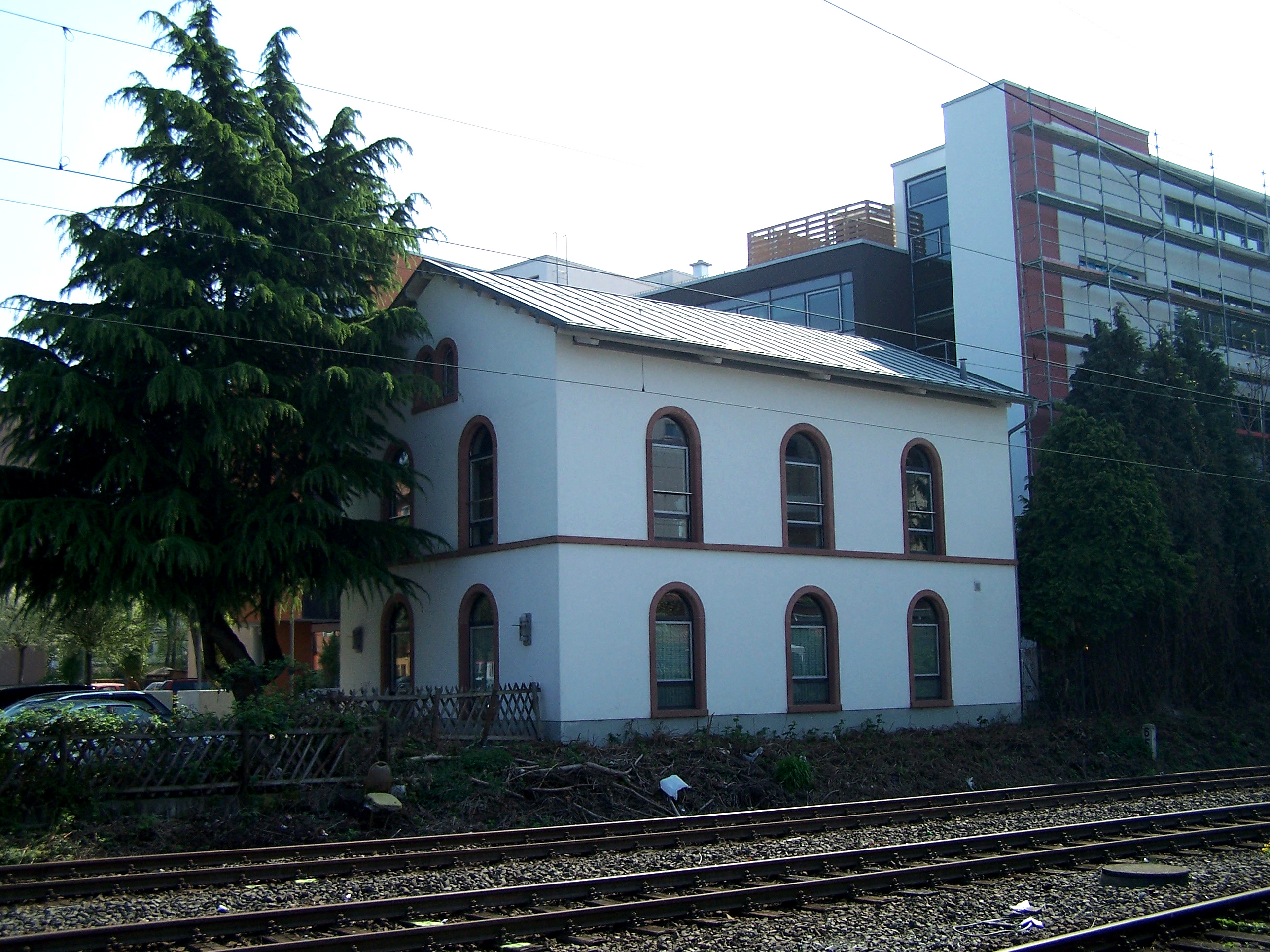
Erstes Empfangsgebäude von 1860

Als Ersatz für die seit 1850 verkehrende Pferdeomnibuslinie wurde nach mehreren gescheiterten Versuchen 1860 die Homburger Bahn eröffnet, die von Frankfurt ins namensgebende Bad Homburg führte. An dieser Strecke erhielt Rödelheim einen Bahnhof. Ursprünglich führte die Strecke vom Main-Weser-Bahnhof über das Rebstockgelände nach Rödelheim; der noch heute bestehende Anschluss an die Main-Weser-Bahn vom Bahnhof Bockenheim (inzwischen Frankfurt Westbahnhof) ersetzte die Trasse erst 1884. Schon 1874 konnte die Cronberger Bahn eröffnet werden, die zunächst eingleisig über Eschborn nach Kronberg im Taunus führte. Das alte Empfangsgebäude wurde stillgelegt und der Bahnhof an die heutige Stelle verlagert.

### Neuer Bahnhof

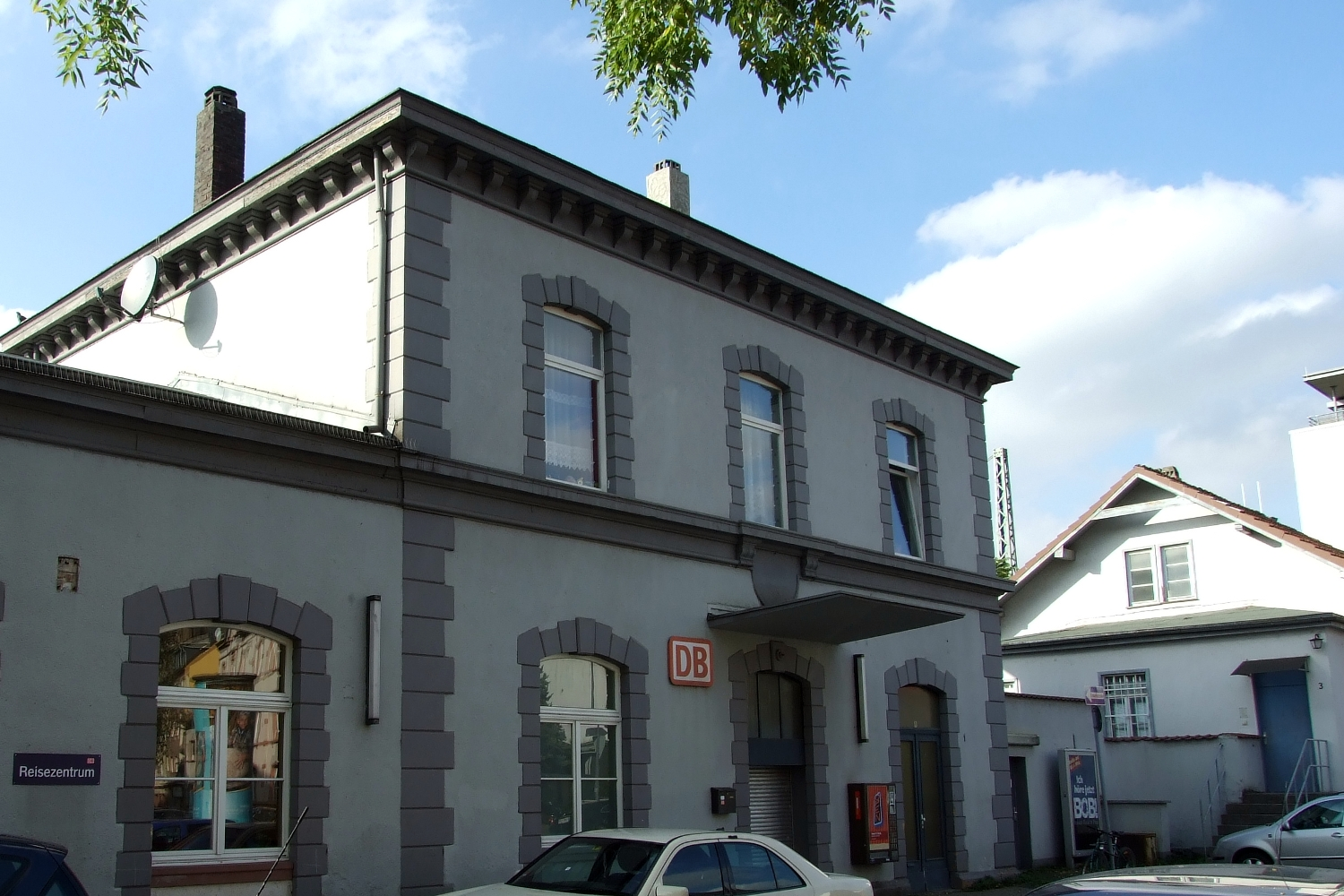
Empfangsgebäude (Straßenseite) von 1874

1901 wurde die Homburger Bahn um die Strecke Friedberg–Friedrichsdorf erweitert. Sie brachte einen Vorteil, da zwecks Kapazitätssteigerung und auf persönlichen Wunsch des Kaisers die gesamte Trasse von Frankfurt über Friedrichsdorf bis Friedberg in den Jahren von 1907 bis 1910 zweigleisig ausgebaut wurde. Gleichzeitig, im Jahr 1905, wurde von Rödelheim aus eine Verbindungskurve an die Taunus-Eisenbahn zum Bahnhof Höchst erbaut und 1908 für den Personenverkehr freigegeben, von der ab 1927 eine weitere – ähnlich dem ursprünglichen Wege der Homburger Bahn – in Richtung Hauptbahnhof abzweigte. Die Strecken waren damit Teil der Bäderbahn, einer kaiserlichen Verbindung von Wiesbaden über Rödelheim nach Bad Homburg und weiter nach Bad Nauheim. Jede dieser Strecken war zweigleisig ausgebaut, nur die Zweigstrecke nach Kronberg blieb eingleisig. Mit der Eingemeindung nach Frankfurt ändert auch der Bahnhof seinen Namen zu Frankfurt-Rödelheim. Die Verlängerung der schon elektrifizierten Straßenbahn erreichte 1911 den Bahnhof Rödelheim.
Ab Sommer 1954 gab es auf den Strecken nach Kronberg und Bad Homburg einen dichten Taktfahrplan mit einer Taktfolge von bis zu einer halben Stunde. Da die kaiserliche Verbindung obsolet war, wurde die Verbindung nach Höchst 1963 mit dem Bau der A 5 abgerissen. Damit wurde auch das Stück vom Bahnhof zum Abzweig Niddabrücke von vier auf zwei Gleise zurückgebaut. Die eigentlichen Gleise nach Höchst wurden behalten, im Bereich der östlichen Gleise finden sich heute Kleingärten. Die Verbindungskurve ist nunmehr eingleisig.
Am 27. September 1970 wurden sowohl Homburger Bahn als auch Kronberger Bahn elektrifiziert.
1974 begann mit der Aufnahme in den Frankfurter Verkehrsverbund (FVV) ein S-Bahn-ähnlicher Vorlaufbetrieb vom Hauptbahnhof nach Bad Soden, Kronberg und Friedrichsdorf unter den Linienbezeichnungen R3 bis R5. Damit ist der Grundstein für den 1978 beginnenden, unter den noch heute erhaltenen Linienbezeichnungen S3 bis S5 laufenden S-Bahn-Betrieb gelegt. Mit dem S-Bahn-Ausbau wurde dann auch die Kronberger Bahn zweigleisig. Seit dem Eintritt in den Frankfurter Verkehrsverbund 1993 fahren auch Züge der heutigen Linie RB 15 bis Frankfurt Hauptbahnhof, die in Rödelheim halten. Diese fahren über die verbleibende Verbindung zum Hauptbahnhof (Rebstockkurve), während die S-Bahnen – abgesehen von Betriebsstörungen – nur über Frankfurt West fahren. Mit der Begründung, es sei Parallelverkehr, wurde auch der Straßenbahnbetrieb 1978 eingestellt und durch die Buslinie 34 ersetzt.
Ebenfalls in dieser Zeit wurde Rödelheim an das neu errichtete Relaisstellwerk Wf im Bahnhof Frankfurt (Main) West angeschlossen. Zudem wurden die beiden Bahnübergänge der Westerbachstraße (südlich der Bahnsteige) und Eschborner Landstraße (nördlich der Bahnsteige) geschlossen. Als Ersatz kam eine Unterführung unweit des nördlichen Übergangs hinzu.
Zwischen 1972 und 1975 gab es noch eine betriebliche Besonderheit im Raum Frankfurt. Der aus Paris Ost kommende D 257 wurde über die Bahnstrecke Frankfurt–Friedrichsdorf sowie die Bahnstrecke Friedrichsdorf–Albshausen bis Grävenwiesbach weitergeführt und hielt auch in Rödelheim. Gründe hierfür waren u. a. fehlende Abstellmöglichkeiten in Frankfurt HBF und die Leerfahrt einer Wagengarnitur in den Taunus zur Bereitstellung für den ersten morgendlichen Zug nach Frankfurt. Davor fuhr der Heckeneilzug E 792/793 ebenfalls von Frankfurt über Rödelheim und Grävenwiesbach bis nach Köln.

## Heutige Situation

### Gebäude und Anlagen
Der alte Rödelheimer Bahnhof wird heute als Büroraum von einer Beratungsfirma genutzt. Auch das Empfangsgebäude des neuen Rödelheimer Bahnhofs ist erhalten geblieben. Im Inneren befindet sich ein kleines Café. Das Gebäude wird jedoch durch das massive Bahnsteigdach von Gleis 1 teilweise verdeckt. Auf dem Inselbahnsteig daneben befindet sich ein baulich älteres Bahnsteigdach.
Südlich des Empfangsgebäudes stehen mehrere kleinere Gebäude, in denen öffentliche Toiletten, ein Kiosk und ein Obsthändler untergebracht sind. Eines der Gebäude wurde im Zuge der Modernisierungsarbeiten abgerissen.
Für jedes Gleis ist ein Zugzielanzeiger montiert.

### Gleise
In Rödelheim sind noch drei von ehemals sechs Gleisen erhalten. Die Gleise 1 bis 3 dienen dem Personenverkehr.
- Gleis 1 ist das Streckengleis der Homburger Bahn, Kronberger Bahn und Bäderbahn mit dem Hausbahnsteig am Empfangsgebäude. Hier halten alle stadtauswärts fahrenden Linien. Der Bahnsteig weist eine Höhe von 96 Zentimetern und eine Länge von 210 Metern auf.
- Gleis 2 teilt sich mit Gleis 3 einen Mittelbahnsteig, der nur über die Personenunterführung am südlichen Ende erreichbar und ebenfalls 96 Zentimeter hoch und 210 Meter lang ist, was einem Langzug der S-Bahn entspricht. An Gleis 2 halten die Züge der S-Bahn-Linie S5 nach Frankfurt Süd sowie einige Züge der Linie RB 15 zum Hauptbahnhof.
- An Gleis 3 halten die S-Bahn-Linien S3 und S4 nach Frankfurt Süd. (Stand Dezember 2024)

Neben den noch genutzten gab es weitere Gleise westlich von Gleis 3, die in den zu dieser Zeit viergleisigen Abschnitt bis zum Abzweig Niddabrücke mündeten. Östlich von Gleis 1 gab es noch ein Kopfgleis.

## Umbauarbeiten
Seit 2011 ist der Bahnhof vollständig barrierefrei umgebaut. Ursprünglich sollten die Arbeiten bereits 2007 starten, tatsächlich begannen die Vorarbeiten aber erst 2008. Zum Umbau zählen neue Bahnsteige in S-Bahn-Höhe (96 Zentimeter) sowie eine Modernisierung der Personenunterführung mit Rampen oder Aufzügen. Im Jahr 2008 wurden bereits Grünschnittarbeiten auf den früheren Gleisen durchgeführt und ein Teil der nicht mehr genutzten Signaltechnik in Form von Sperrsignalen und Gleissperren demontiert, außerdem wurde ein Kiosk abgerissen. Im März 2009 lief der Mietvertrag des Containerbaus mit dem Obstverkauf aus, er wurde kurz danach abgebaut. Auch die Bushaltestellen und der Baruch-Baschwitz-Platz vor dem Empfangsgebäude wurden modernisiert.
Im Jahr 2011, nach dreijähriger Bauzeit, wurden die Gleise 1 bis 3 wieder in Betrieb genommen. Im Sommer 2014 waren die Umbauarbeiten des gesamten Bahnhofsareals weitgehend abgeschlossen.

## Anbindung
| Linie                    | Verlauf | Takt                                               | Betreiber      |
| ------------------------ | --- | -------------------------------------------------- | -------------- |
| RB 15                    | Frankfurt (Main) Hbf – Frankfurt-Rödelheim – Oberursel (Taunus) – Bad Homburg – Seulberg – Friedrichsdorf (Taunus) – Köppern – Saalburg (Taunus) – Wehrheim – Neu-Anspach – Hausen (Taunus) – Usingen – Wilhelmsdorf (Taunus) – Hundstadt – Grävenwiesbach – Hasselborn – Brandoberndorf Stand: Fahrplanwechsel Dezember 2022 | 60 min (nur HVZ)                                   | start          |
| S3                       | Bad Soden (Taunus) – Sulzbach (Taunus) Nord – Schwalbach a Ts (Limes) – Schwalbach a Ts (Limes) Nord – Niederhöchstadt – Eschborn – Eschborn Süd – Frankfurt-Rödelheim – Frankfurt (Main) West – Frankfurt am Main Messe – Frankfurt (Main) Galluswarte – Frankfurt (Main) Hbf tief – Frankfurt (Main) Taunusanlage – Frankfurt (Main) Hauptwache – Frankfurt (Main) Konstablerwache – Frankfurt (Main) Ostendstraße – Frankfurt (Main) Lokalbahnhof – Frankfurt (Main) Süd | 30 min                                             | DB Regio Mitte |
| S4                       | Kronberg (Taunus) – Kronberg Süd – Niederhöchstadt – Eschborn – Eschborn Süd – Frankfurt-Rödelheim – Frankfurt (Main) West – Frankfurt am Main Messe – Frankfurt (Main) Galluswarte – Frankfurt (Main) Hbf tief – Frankfurt (Main) Taunusanlage – Frankfurt (Main) Hauptwache – Frankfurt (Main) Konstablerwache – Frankfurt (Main) Ostendstraße – Frankfurt (Main) Lokalbahnhof – Frankfurt (Main) Süd                                                                     | 30 min                                             | DB Regio Mitte |
| S5                       | Friedrichsdorf (Taunus) – Seulberg – Bad Homburg – Oberursel (Taunus) – Oberursel-Stierstadt – Oberursel-Weißkirchen/Steinbach – Frankfurt-Rödelheim – Frankfurt (Main) West – Frankfurt am Main Messe – Frankfurt (Main) Galluswarte – Frankfurt (Main) Hbf tief – Frankfurt (Main) Taunusanlage – Frankfurt (Main) Hauptwache – Frankfurt (Main) Konstablerwache – Frankfurt (Main) Ostendstraße – Frankfurt (Main) Lokalbahnhof – Frankfurt (Main) Süd                   | 30 min 15 min (Bad Homburg–Frankfurt Süd werktags) | DB Regio Mitte |
| Stand: 15. Dezember 2024 | |                                                    |                |

Auf der Westseite gibt es einen kleinen Busbahnhof, an dem die Frankfurter Omnibuslinien 56, M55 und M60 enden bzw. beginnen. Außerdem verkehren die Linien M34 und M72 – durch die Bahngleise getrennt – auf dem östlich gelegenen Baruch-Baschwitz-Platz. Der bis 1978 dort vorhandene Anschluss an die Straßenbahn ist nicht mehr vorhanden, die Gleise waren nur noch durch Pflasterreste zu erahnen.